# Claremont (Nova Hampshire)
Claremont é uma cidade localizada no estado americano de Nova Hampshire, no Condado de Sullivan.

## Demografia
Segundo o censo americano de 2000, a sua população era de 13.151 habitantes.
Em 2006, foi estimada uma população de 13.264, um aumento de 113 (0.9%).

## Geografia
De acordo com o United States Census Bureau tem uma área de
114,2 km², dos quais 111,7 km² cobertos por terra e 2,5 km² cobertos por água.

## Localidades na vizinhança
O diagrama seguinte representa as localidades num raio de 24 km ao redor de Claremont.